# 褚映汝
褚映汝（1993年－），中華民國（臺灣）政治人物，政大東亞所碩士、政大政治系、景美女中畢業，現任台灣民眾黨籍新竹市長高虹安辦公室主任，曾任中國國民黨籍立法委員吳志揚國會助理、蔡英文政府國家年金改革委員會委員、教育部青年發展署青年諮詢小組委員、臺灣北部大專院校學生自治聯合協會（北學聯）理事長、國立政治大學學生會長。